# Женос (Верхняя Гаронна)
Жено́с (фр. Génos, окс. Genòs) — коммуна во Франции, находится в регионе Юг — Пиренеи. Департамент — Верхняя Гаронна. Входит в состав кантона Барбазан. Округ коммуны — Сен-Годенс.
Код INSEE коммуны — 31217.

## География

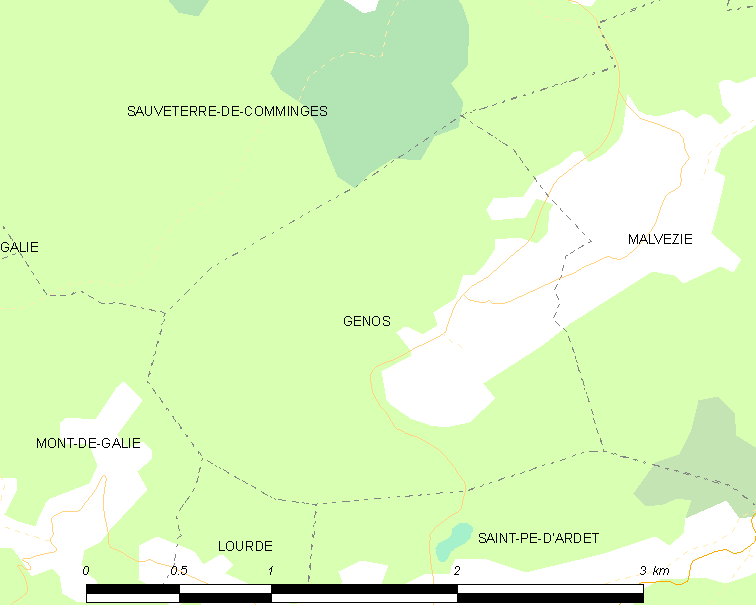
Карта коммуны

Коммуна расположена приблизительно в 670 км к югу от Парижа, в 95 км к юго-западу от Тулузы.
Большую часть территории коммуны занимают леса.

## Климат
Климат умеренно-океанический. Зима мягкая и снежная, весна характеризуется сильными дождями и грозами, лето сухое и жаркое, осень солнечная. Преобладают сильные юго-восточные и северо-западные ветры.

## Население
Население коммуны на 2010 год составляло 96 человек.
| 1962 | 1968 | 1975 | 1982 | 1990 | 1999 | 2010 |
| ---- | ---- | ---- | ---- | ---- | ---- | ---- |
| 64   | 53   | 74   | 93   | 84   | 75   | 96   |

## Администрация
| Период | Период | Фамилия    | Партия | Примечания |
| ------ | ------ | ---------- | ------ | ---------- |
| 1989   | 2014   | Жан Гомбер |        |            |
| 2014   | 2020   | Дени Шапо  |        |            |

## Экономика
В 2010 году среди 57 человек трудоспособного возраста (15—64 лет) 34 были экономически активными, 23 — неактивными (показатель активности — 59,6 %, в 1999 году было 58,7 %). Из 34 активных жителей работали 31 человек (17 мужчин и 14 женщин), безработных было 3 (1 мужчина и 2 женщины). Среди 23 неактивных 6 человек были учениками или студентами, 13 — пенсионерами, 4 были неактивными по другим причинам.

## Достопримечательности
- Приходская церковь Св. Роха (XII век). Исторический памятник с 2006 года[4]